# Morti il 26 dicembre
| Questa pagina contiene informazioni ricavate automaticamente dalle voci biografiche con l'ausilio del template Bio e di un bot. L'aggiornamento è periodico e automatico e ricostruisce completamente la pagina. Se manca una persona in questa lista, sei pregato di non aggiungerla, ma accertati piuttosto che la sua voce biografica contenga il template Bio e che i dati anagrafici siano correttamente compilati. Se il template Bio manca, inseriscilo tu stesso o, in alternativa, metti l'avviso {{tmp\|Bio}} che ne segnala la mancanza. Se i dati riportati sono sbagliati, correggi direttamente la voce biografica; le modifiche saranno visibili in questa lista entro pochi giorni. Per chiarimenti vedi il progetto biografie. La lista contiene solo le 567 persone che sono citate nell'enciclopedia e per le quali è stato implementato correttamente il template Bio. Pagina aggiornata al 9 ago 2025. |

## III secolo(2)
- 211 - Geta, imperatore romano (n. 189)
- 268 - Papa Dionisio, papa, vescovo e santo

## V secolo(1)
- 418 - Papa Zosimo, papa, vescovo e santo greco antico

## VIII secolo(1)
- 776 - Mina I di Alessandria, arcivescovo egiziano

## IX secolo(1)
- 831 - Eutimio di Sardi, vescovo e teologo bizantino

## XII secolo(2)
- 1124 - Dedo IV di Wettin, nobile tedesco (n. 1086)
- 1166 - 'Abd al-Karim al-Sam'ani, genealogista arabo (n. 1113)

## XIII secolo(2)
- 1242 - Hugh de Lacy, I conte di Ulster, nobile britannico
- 1277 - Piero Fedele Pagano, religioso italiano

## XIV secolo(4)
- 1302 - Valdemaro di Svezia, re
- 1352 - Giovanni Plantageneto, conte inglese (n. 1330)
- 1360 - Thomas Holland, I conte di Kent, conte inglese (n. 1314)
- 1388 - Bodzanta, arcivescovo cattolico polacco (n. 1320)

## XV secolo(10)
- 1413 - Michele Steno, politico e diplomatico italiano
- 1416 - Eleonora d'Aragona, sovrana spagnola (n. 1333)
- 1427 - Francesco Lando, cardinale e patriarca cattolico italiano
- 1441 - Niccolò III d'Este, marchese (n. 1383)
- 1458 - Arturo III di Bretagna, nobile (n. 1393)
- 1461 - Giuliano Ricci, arcivescovo cattolico italiano (n. 1389)
- 1476 - Giovanni Andrea Lampugnani, nobile italiano (n. 1430)
- 1476 - Galeazzo Maria Sforza, italiano (n. 1444)
- 1476 - Carlo Visconti, politico italiano
- 1484 - Pievano Arlotto, presbitero italiano (n. 1396)

## XVI secolo(8)
- 1502 - Ramiro de Lorca, mercenario spagnolo (n. 1452)
- 1530 - Babur, sovrano mongolo (n. 1483)
- 1542 - Albert Pigge, teologo, astronomo e matematico olandese (n. 1490)
- 1552 - Cesare Cybo, arcivescovo cattolico italiano (n. 1495)
- 1555 - Alfonso I Sanvitale, nobile italiano (n. 1530)
- 1566 - Kimotsuki Kanetsugu, militare giapponese (n. 1511)
- 1574 - Berardino Rota, poeta italiano (n. 1509)
- 1584 - Giovanni Francesco Commendone, cardinale e vescovo cattolico italiano (n. 1524)

## XVII secolo(10)
- 1622 - Melchior Adam, scrittore tedesco
- 1624 - Simon Marius, astronomo tedesco (n. 1573)
- 1633 - Jakob Bartsch, astronomo tedesco
- 1646 - Enrico II di Borbone-Condé, nobile francese (n. 1588)
- 1664 - Eleonora Dorotea di Anhalt-Dessau, nobile (n. 1602)
- 1666 - Alessandrina de Rye, nobildonna belga (n. 1589)
- 1674 - Vincent Contenson, teologo e predicatore francese (n. 1641)
- 1675 - Gabriel de Rochechouart de Mortemart, nobile francese (n. 1600)
- 1677 - Bernardo Gustavo di Baden-Durlach, militare, abate e cardinale tedesco (n. 1631)
- 1698 - Volfango Giulio di Hohenlohe-Neuenstein, conte tedesco (n. 1622)

## XVIII secolo(28)
- 1713 - Francesco Moles, politico, nobile e diplomatico italiano
- 1718 - Massimiliano Carlo di Löwenstein-Wertheim-Rochefort, militare austriaco (n. 1656)
- 1727 - Baltasar de Zúñiga y Guzmán, spagnolo (n. 1658)
- 1731 - Antoine Houdar de La Motte, scrittore e drammaturgo francese (n. 1672)
- 1732 - Giacomo Amato, architetto italiano (n. 1643)
- 1758 - François-Joseph de Chancel, drammaturgo e scrittore francese (n. 1677)
- 1764 - Benito Jerónimo Feijoo, saggista e religioso spagnolo (n. 1676)
- 1767 - Lorenzo Antonio Canuti, anatomista e medico italiano (n. 1727)
- 1771 - Claude-Adrien Helvétius, filosofo e scrittore francese (n. 1715)
- 1772 - Donato Maria Arcangeli, vescovo cattolico italiano (n. 1709)
- 1772 - Pëtr Semënovič Saltykov, generale russo (n. 1698)
- 1774 - Stephen Fox, II barone Holland, nobile inglese (n. 1745)
- 1777 - Dolly Pentreath, britannica (n. 1692)
- 1777 - Ricardo Wall, militare, diplomatico e politico irlandese (n. 1694)
- 1778 - Pedro de Cevallos, militare spagnolo (n. 1715)
- 1778 - Flaminio Corner, storico italiano (n. 1693)
- 1779 - Thomas Hope, banchiere olandese (n. 1704)
- 1780 - Giorgio Giulini, nobile, storico e storiografo italiano (n. 1714)
- 1782 - Wilhelm Anton von der Asseburg, vescovo cattolico tedesco (n. 1707)
- 1782 - Scipione Borghese, cardinale e arcivescovo cattolico italiano (n. 1734)
- 1784 - Otto Friedrich Müller, naturalista danese (n. 1730)
- 1786 - Antonio Brunetti, violinista italiano
- 1786 - Gasparo Gozzi, letterato e giornalista italiano (n. 1713)
- 1793 - Ignazio Collino, scultore italiano (n. 1724)
- 1795 - Antonio Zucchi, pittore italiano (n. 1726)
- 1797 - Pëtr Ivanovič Melissino, generale e nobile greco (n. 1726)
- 1797 - John Wilkes, politico e pubblicista inglese (n. 1725)
- 1800 - Mary Robinson, poetessa inglese (n. 1757)

## XIX secolo(69)
- 1803 - Gian Carlo Passeroni, poeta e abate italiano (n. 1713)
- 1804 - Onofrio Maria Gennari, vescovo cattolico italiano (n. 1730)
- 1804 - Johann Friedrich Unger, editore e tipografo tedesco (n. 1753)
- 1806 - Carmontelle, pittore, incisore e architetto francese (n. 1717)
- 1809 - Aleksandr Michajlovič Belosel'skij-Belozerskij, diplomatico e scrittore russo (n. 1752)
- 1811 - George William Smith, politico statunitense (n. 1762)
- 1812 - Joel Barlow, poeta, politico e diplomatico statunitense (n. 1754)
- 1814 - Nicolas-François Guillard, librettista francese (n. 1752)
- 1816 - Antonio Rancati, pittore e incisore italiano (n. 1785)
- 1818 - Maria Isabella di Braganza, principessa portoghese (n. 1797)
- 1820 - Joseph Fouché, politico, diplomatico e rivoluzionario francese (n. 1759)
- 1821 - Maria Aurora di Sassonia, francese (n. 1748)
- 1822 - Giovanni Taddeo Farini, matematico italiano (n. 1778)
- 1823 - Jean François Hue, pittore francese (n. 1751)
- 1823 - Wilhelm Lothar Maria von Kerpen, generale austriaco (n. 1761)
- 1825 - Michail Andreevič Miloradovič, generale russo (n. 1771)
- 1826 - Moritz von Fries, banchiere, collezionista d'arte e mecenate austriaco (n. 1777)
- 1831 - Giovan Battista Comolli, scultore italiano (n. 1775)
- 1831 - Johann Maria Philipp Frimont, generale, politico e nobile austriaco (n. 1759)
- 1832 - Johann Heinrich Füssli, storico, politico e editore svizzero (n. 1745)
- 1836 - Hans Georg Nägeli, compositore e editore svizzero (n. 1773)
- 1836 - Luigi Sacco, medico italiano (n. 1769)
- 1838 - Philippe-Antoine Merlin de Douai, politico e giurista francese (n. 1754)
- 1839 - Laurent Truguet, ammiraglio francese (n. 1752)
- 1851 - Edward Burleson, politico e generale statunitense (n. 1798)
- 1855 - Marietta Marcolini, contralto italiano (n. 1780)
- 1856 - Giulio Corbo, politico e economista italiano (n. 1776)
- 1858 - James Gadsden, militare, imprenditore e diplomatico statunitense (n. 1788)
- 1859 - Johann Friedrich Ludwig Hausmann, mineralogista tedesco (n. 1782)
- 1860 - Jean-Marie de La Mennais, presbitero francese (n. 1780)
- 1860 - Eduard George Wilhelm von Langenau, militare, diplomatico e nobile austriaco (n. 1787)
- 1866 - Samuel Ryan Curtis, generale statunitense (n. 1805)
- 1866 - Paul Édouard Damiguet de Vernon, generale francese (n. 1810)
- 1867 - Albertina di Montenuovo, nobile italiana (n. 1817)
- 1868 - Joaquín Suárez, politico uruguaiano (n. 1781)
- 1869 - Andrea Besteghi, pittore italiano (n. 1817)
- 1869 - Jean Léonard Marie Poiseuille, medico, fisiologo e fisico francese (n. 1797)
- 1869 - François-Adolphe de Bourqueney, diplomatico francese (n. 1799)
- 1870 - Dominique-Marie Bouix, giurista francese (n. 1808)
- 1870 - Karl Möring, militare, pubblicista e politico austriaco (n. 1810)
- 1873 - Francesco Cattaneo, politico italiano (n. 1799)
- 1873 - François-Victor Hugo, traduttore francese (n. 1828)
- 1874 - Michele Bisi, incisore e pittore italiano (n. 1788)
- 1875 - Emilio Praga, scrittore, poeta e pittore italiano (n. 1839)
- 1877 - Aristide Boucicaut, imprenditore francese (n. 1810)
- 1877 - Nathan Coombs, esploratore statunitense (n. 1826)
- 1878 - Marie Fox, scrittrice britannica